# Morris Marina
El Morris Marina fue un automóvil fabricado por Morris entre 1971 y 1980. Fue comercializado en algunos mercados como  Austin Marina, Leyland Marina o como Morris 1700.
Fue un vehículo muy popular en Gran Bretaña a lo largo de toda su producción, disputando los primeros puestos en el ranking de ventas al Ford Escort. También fue exportado a Estados Unidos y producido en Australia, Nueva Zelanda y Malasia. A pesar de su éxito en Gran Bretaña, el Marina es considerado popularmente como uno de los coches peores nunca construidos en las islas británicas, adoleciendo de falta de estilo, diseño mecánico arcaico, mal comportamiento en carretera y falta de fiabilidad.
Técnicamente el Marina fue fruto de la fusión de marcas en el conglomerado British Leyland, por el que Morris pasaba a ser una marca popular enfocada a flotas y a clientes que buscaban robustez y mantenimiento asequible.
Por esta razón los últimos Morris fueron vehículos de configuración mecánica clásica, con una transmisión y unas suspensiones derivadas del arcaico Morris Minor, en contraposición a los Austin, de tracción delantera con suspensión hidroelástica, más costosos de adquisición y mantenimiento. 
En 1980 fue sustituido por el Morris Ital, modelo derivado del Marina con el que está estrechamente relacionado al tratarse esencialmente de un reestyling mayor con cambios mecánicos menores entre los que se encontraba la sustitución de los obsoletos amortiguadores de palanca por amortiguadores telescópicos, aunque manteniendo las barras de torsión como resorte.

## Motores
- 1971–1980 - 1275 cc A-Series; Motor de cuatro cilindros en línea, 60 hp (45 kW) en 5250 rpm y 69 ft·lbf (94 Nm) en 2500 rpm
- 1971–1978 - 1798 cc B-Series; Motor de cuatro cilindros en línea
- 1971–1978 - 1798 cc B-Series; Motor de cuatro cilindros en línea, carburador gemelo
- 1977–1980 - 1489 cc; Motor de cuatro cilindros en línea diésel
- 1978–1980 - 1695 cc O-Series Motor de cuatro cilindros en línea

## Galería

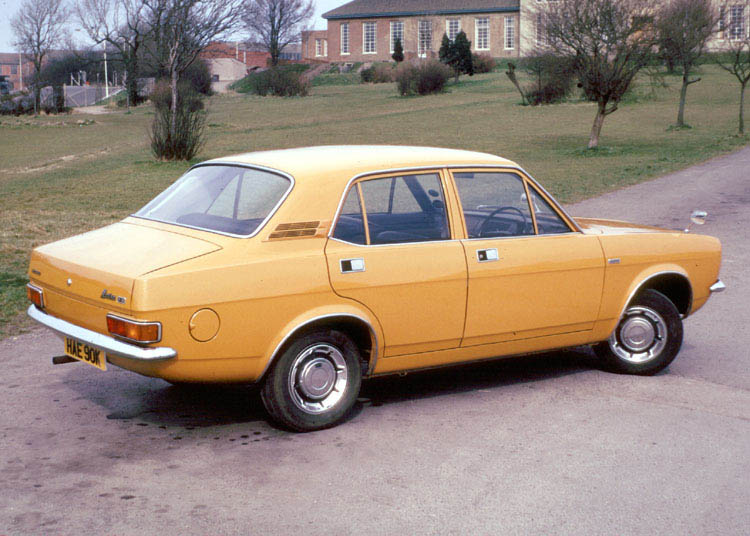
1973 Morris Marina 4-door saloon
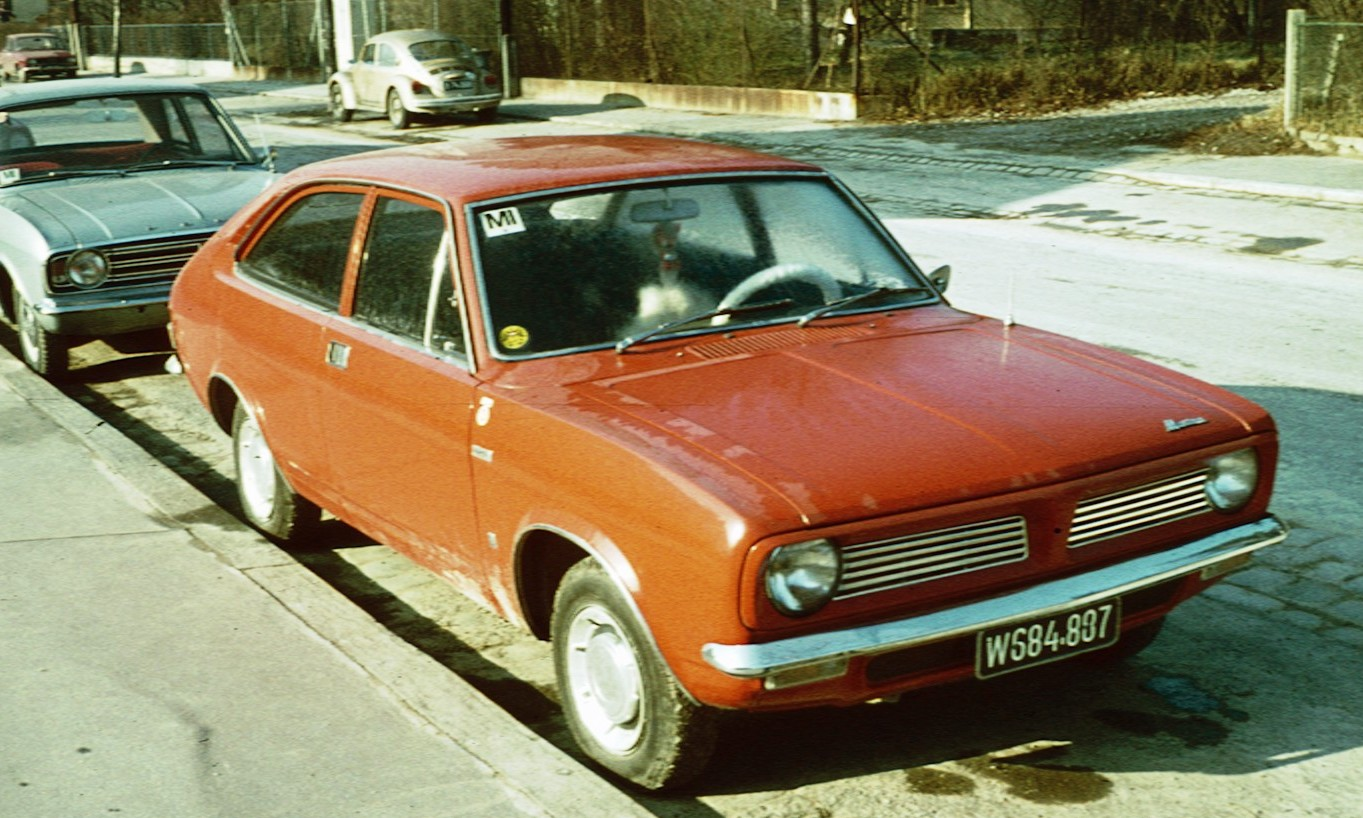
1973 Morris Marina 2-dorr coupé 1.3 litros
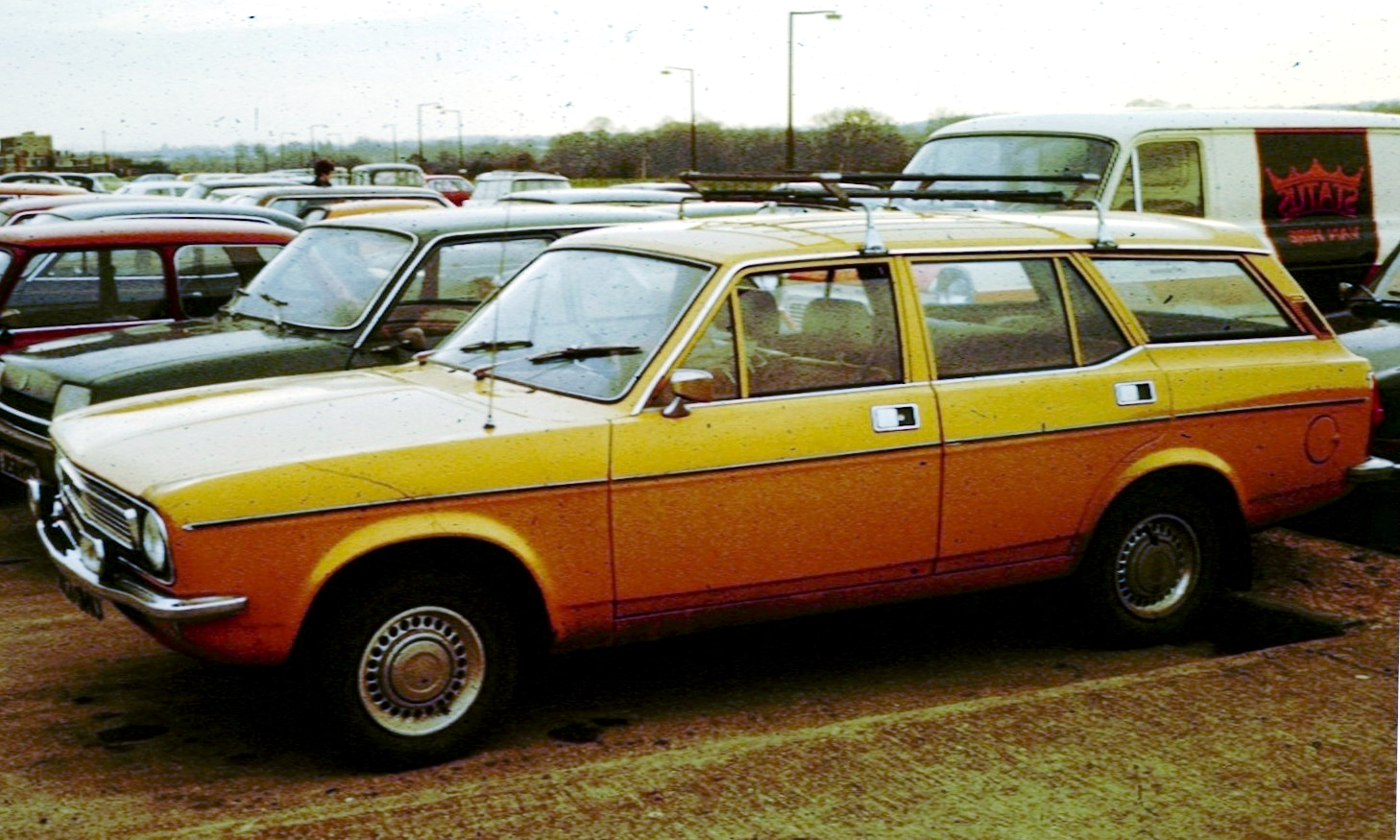
1976 Morris Marina
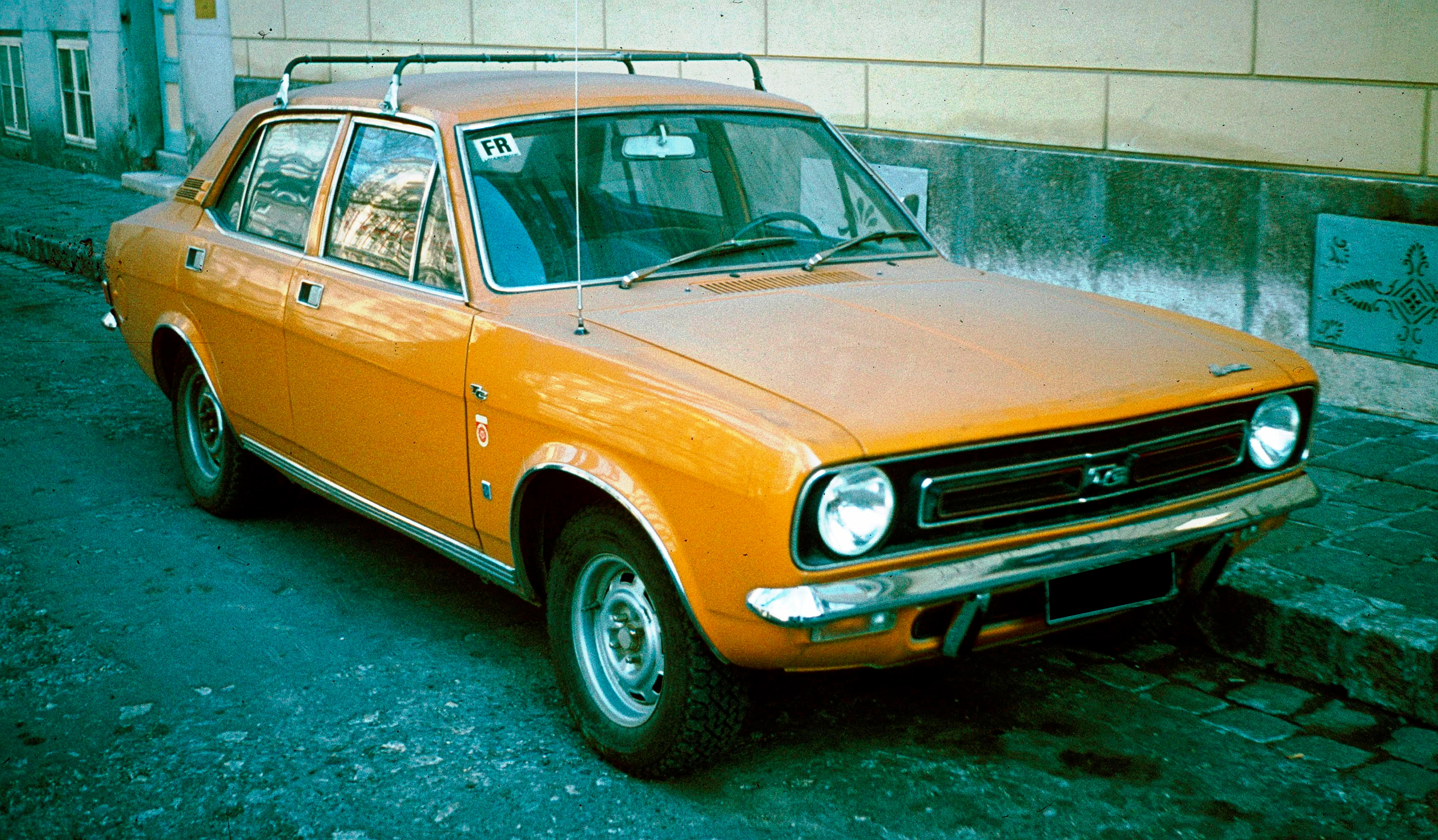
1971 Morris Marina 1.8 TC 4-door saloon versión deportiva.
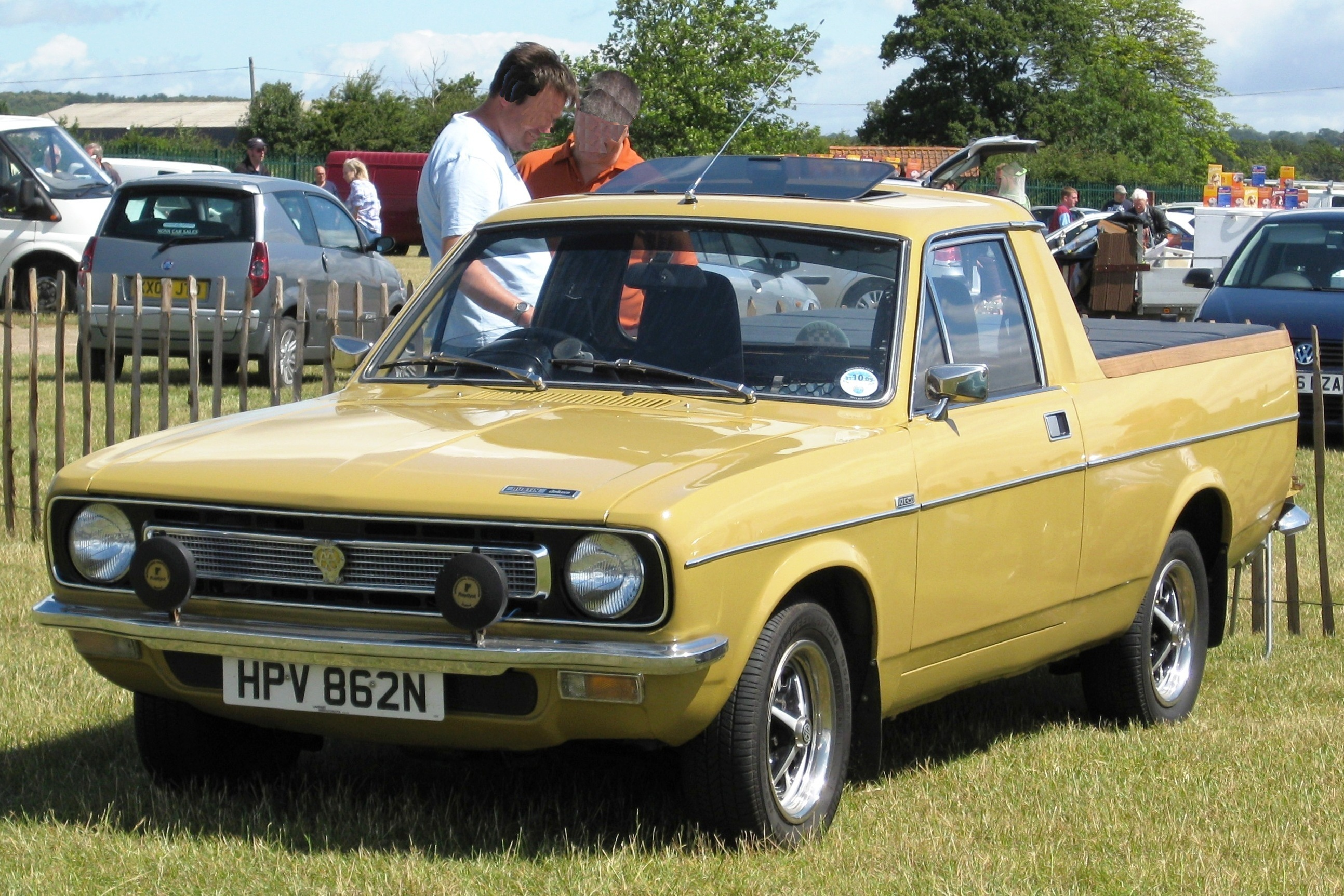
1975 Marina pick up
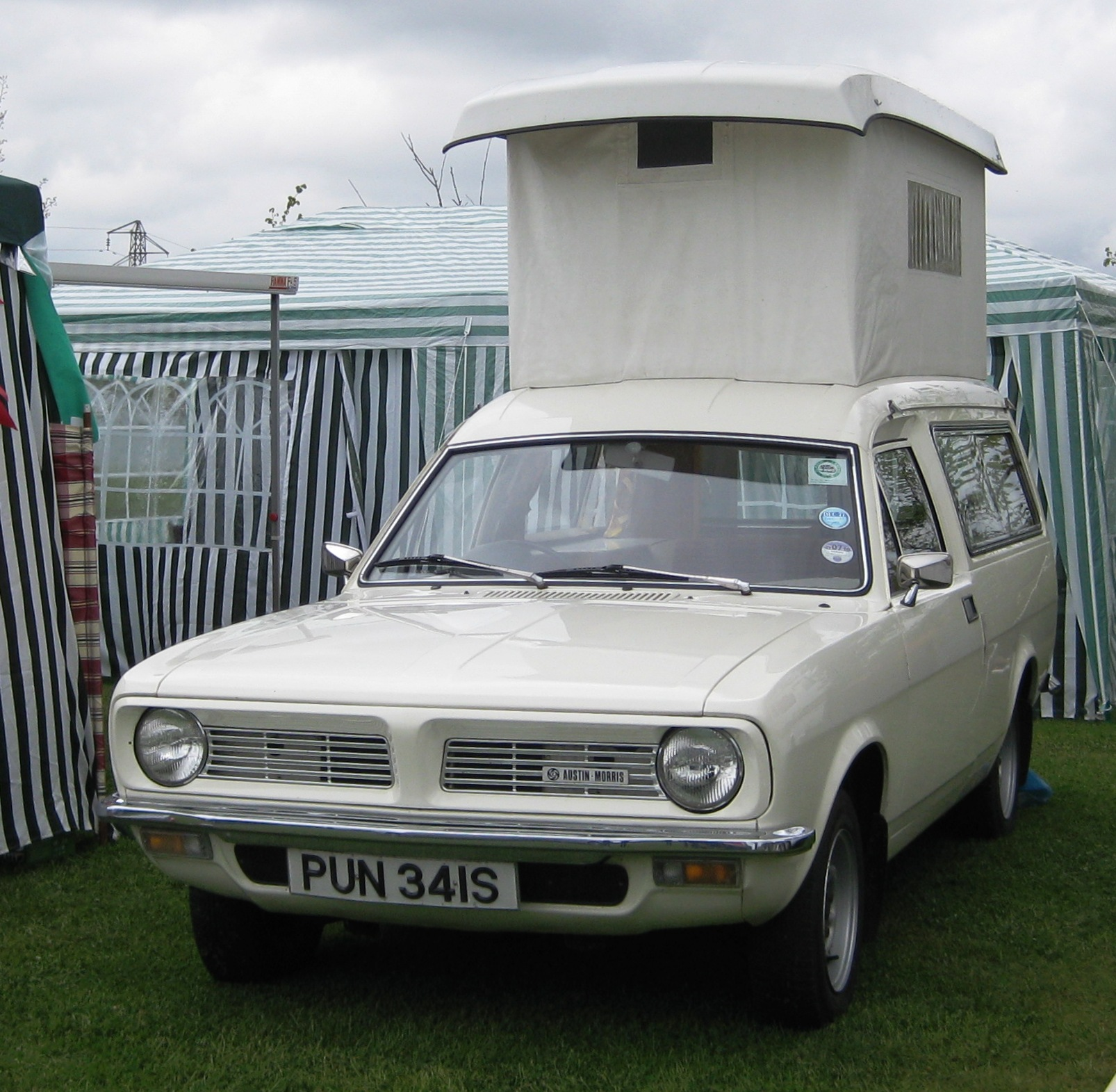
1977 Marina furgoneta convertida a caravana